# Richard Bass
Richard Daniel "Dick" Bass (21 de diciembre de 1929 - 26 de julio de 2015) fue un hombre de negocios, ganadero y montañero estadounidense. Era el dueño de la estación de esquí Snowbird Ski Resort en Utah, siendo conocido por ser el primer hombre en escalar las "Siete Cumbres", el conjunto de cimas formado por la montaña más alta de cada continente. 
Con su exitoso ascenso en 1985, se convirtió en la persona de más edad en alcanzar la cumbre del Monte Everest, con 55 años. Subió con David Breashears y el sherpa nepalés Ang Phurba, superando en cinco años el récord establecido en abril de ese mismo año por el inglés Chris Bonington. El récord de Bass se mantuvo hasta 1993, cuando fue batido por Ramón Blanco, de 60 años.

## Primeros años
Richard Bass nació el 21 de diciembre de 1929 en Tulsa, Oklahoma. Su padre, Harry W. Bass, Sr., fue cofundador de la Goliad Corporation y de la Goliad Oil and Gas Corporation. Tenía un hermano, Harry W. Bass, Jr. La familia Bass se mudó a Texas en 1932. 
Se educó en la Texas Country Day School y más adelante en la Highland Park High School en Dallas, Texas. Se matriculó en la Universidad de Yale a los 16 años y se graduó en 1950 con un título en geología. Después de completar un trabajo de posgrado en la Universidad de Texas, sirvió dos años con la Marina de los EE. UU. a bordo del portaaviones USS Essex durante la guerra de Corea.

## Carrera
Bass regresó a Texas en 1953 para unirse al negocio familiar de petróleo y gas y las operaciones ganaderas, como dueño de una serie de ranchos en el centro de Texas.
Durante la década de 1960, Bass invirtió 10.000 dólares en el desarrollo de la estación de esquí de Vail, Colorado. También construyó la residencia privada más grande de Vail, invitando al presidente Gerald Ford a que pasara el invierno allí con su familia. Formó parte de la Junta de Directores de Vail Associates, Inc. desde 1966 hasta 1971.
Abrió la estación de esquí de Snowbird con el inversor Ted Johnson en 1971. Fue su único propietario hasta que vendió su participación en mayo de 2014. 

## Alpinismo

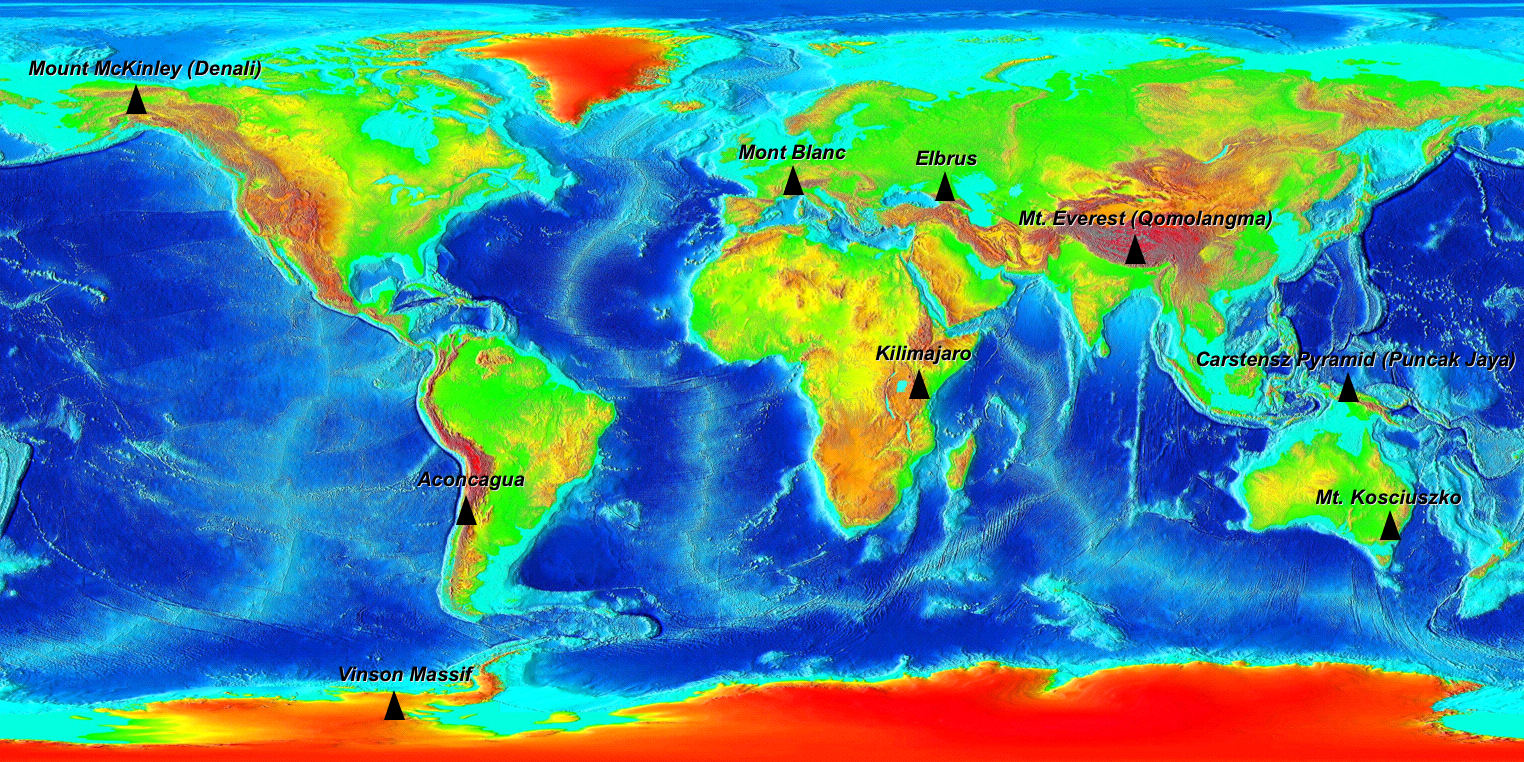
Una lista de los diferentes puntos más altos en cada continente.

Junto con Frank Wells, expresidente de The Walt Disney Company, Bass decidió acometer el desafío de aventura de llegar a la cima de la montaña más alta de cada uno de los siete continentes: Denali (Mt. McKinley, en ese momento), América del Norte; Aconcagua, Sudamérica; Monte Elbrús, Europa; Monte Kilimanjaro, África; Macizo Vinson, Antártida; Monte Kosciuszko, Australia; y el Monte Everest, Asia. Este reto se hizo conocido como el Desafío de las Siete Cumbres. 
La pareja completó con éxito todos menos el Everest, donde tuvo que renunciar tras sus dos primeros intentos. Sin embargo, en su tercera tentativa, Bass fue guiado por David Breashears a la cumbre del Everest el 30 de abril de 1985, logrando la hazaña de las Siete Cumbres. En ese momento, también era la persona de más edad que había escalado el Everest. Wells decidió renunciar a nuevos intentos en el Everest y murió en 1994. Bass posteriormenge coescribió el libro Seven Summits, en el que relata la consecución de su logro. La lista de montañas que coronó pasó a ser conocida como la "Lista Bass", una de las dos listas comúnmente aceptadas. La otra, llamada "Lista Messner", enumera la Pirámide de Carstensz como la cumbre más alta de Oceanía, en lugar del Kosciuszko. 
El libro de Jon Krakauer titulado Into Thin Air argumenta que el ascenso de Bass del Monte Everest con Breashears llevó a la montaña a una "era posmoderna", en la que las expediciones comerciales guiadas se convirtieron en un gran negocio y alentaron a los escaladores con experiencia limitada a pagar grandes sumas de dinero a estas empresas para poder ascender al Everest.

## Vida personal
Bass se casó tres veces, la primera de ellas con Rita Crocker, con quien tuvo cuatro hijos, Jim y Richard Jr. (también conocido como Dan), y dos hijas gemelas, Bonnie Bass (Smith) y Barbara Bass (Moroney).  Después de su divorcio, se casó con Marian Martin, matrimonio que también terminó en divorcio. Por último, se casó con Alice Worsham, unión que duró veintitrés años, hasta la muerte de Bass. 

## Muerte
Bass murió el 26 de julio de 2015 a los 85 años, en Dallas, Texas a consecuencia de una fibrosis pulmonar idiopática. Su funeral se celebró en la Iglesia Episcopal de San Miguel y Todos los Ángeles el 31 de julio de 2015, en Dallas. 